# Omar Torrijos

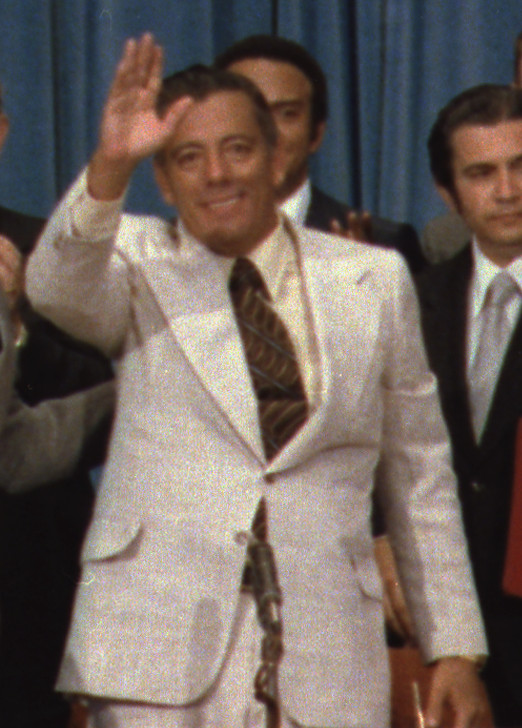
Omar Torrijos, 1978

Omar Efraín Torrijos Herrera (* 13. Februar 1929 in Santiago de Veraguas, Panama; † 31. Juli 1981 bei Cerro Marta, Coclé, Panama) war ein panamaischer General, Führer der Militärjunta von 1969 bis 1981 und Mitgründer der aktuellen panamaischen Regierungspartei PRD.
Mit den Torrijos-Carter-Verträgen erreichte Omar Torrijos friedlich die vollständige territoriale und nationale Souveränität Panamas, indem der Panamakanal und die Kanalzone nach einer Übergangsphase ab dem 1. Januar 2000 vollständig der Kontrolle Panamas übergeben wurden.
Bis heute wird Omar Torrijos als „Líder Máximo de la Revolución Panameña“ in großen Teilen der panamaischen Gesellschaft nicht als unrechtmäßiger Diktator, sondern als Kämpfer gegen Armut und Ungleichheit nahezu verehrt.

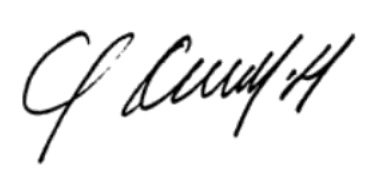
Unterschrift von General Omar Torrijos Herrera

## Leben

### Kindheit und Jugend
Nach der Grundschule besuchte er die Escuela Normal Juan Demóstenes Arosemena.
Im Februar 1946 trat er aufgrund eines Stipendiums der Regierung El Salvadors in die dortige Militärakademie Academia Militar General Gerardo Barrios ein, wo er von seinen Mitschülern den Spitznamen El Indio („Der Indianer“) erhielt.

### Militärische und politische Karriere

#### Frühe militärische Laufbahn
Nach dem Abschluss an der Militärakademie kehrte er 1952 nach Panama zurück und trat als Unterleutnant (subteniente de infantería) in die Nationalgarde ein. 1955 erfolgte die Beförderung zum Leutnant und 1956 zum Hauptmann. Während dieser Zeit besuchte er die berüchtigte Militärschule der CIA „School of the americas“ in der Kanalzone und wurde dort in der Aufstandsbekämpfung ausgebildet. 1959 nahm er an der Bekämpfung der aufständischen Studenten beim Cerro Tute teil. 1960 folgte seine Beförderung zum Major. Mit seiner Beförderung zum Oberstleutnant 1966 wurde er leitender Exekutivsekretär des Hauptquartiers der Nationalgarde. In dieser Funktion nahm er an einigen internationalen Veranstaltungen, Konferenzen und Treffen teil, wo er Erfahrungen in Internationalen Beziehungen und Diplomatie gewinnen konnte.

#### Cerro-Tute-Aufstand
Infolge der kubanischen Revolution formierte sich am 3. April 1959 im Distrikt Santa Fe in der panamaischen Provinz Veraguas eine Gruppe von circa 20 Studenten aus Santiago unter der Führung von Floyd Britton zum MAR (Movimiento de Acción Revolucionari), um gegen die „panamaische Oligarchie und den US-amerikanischen Imperialismus“ zu kämpfen. Sie bewaffneten sich und brachen in das Gebiet des Cerro Tute auf. Am Samstag, den 4. April 1959, traf ein Zug der Nationalgarde in Santiago ein und verhaftete den Studenten Euribíades Medina. Teil dieses Zuges war Omar Torrijos. Am 6. April kam es am Cerro Tute zu einem ersten Gefecht zwischen der Nationalgarde und dem MAR, bei dem zwei Studenten (Rodrigo Pinzòn und der Generalsekretär des panamaischen Studentenverbandes Eduardo Santos Blanco) erschossen wurden. Die Restlichen flohen. Der Hauptmann Omar Torrijos und Jorge Andrade wurden in diesem Gefecht verwundet und nach Santiago gebracht. Laut einigen zeitgenössischen Quellen soll Omar Torrijos sich in der Stadt damit gerühmt haben, einen der beiden Studenten erschossen zu haben. Am 9. April trafen der MAR und die Nationalgarde erneut aufeinander, wobei die zwei Studenten Domingo García und Rogelio Girón verletzt und gefangen genommen wurden. In den darauffolgenden Tagen wurden immer mehr der Revolutionäre gefangen genommen. Der Guerillero Isaías Chang resümierte später, dass der Aufstand ein vollkommen ungeplantes Desaster war. Laut engen Vertrauten von Omar Torrijos bedauerte er später seine Beteiligung an der Unterdrückung des Aufstands, es sei eine prägende Erfahrung für ihn gewesen.

#### Staatsstreich vom 11. Oktober 1968
Zwischen 1903 und 1968 war Panama nominell eine konstitutionelle Demokratie, wurde aber von einer Geld-Oligarchie dominiert. Ab Beginn der 1950er Jahre begann das panamaische Militär, sich gegen die politische Hegemonie der Oligarchen zu wenden; es gab mehrere Putsche. Im Oktober 1968 wurde der dreimal „gewählte“ und zweimal militärisch abgesetzte Präsident Arnulfo Arias Madrid nach nur zehn Tagen im Amt (am 11. Oktober 1968) von der Nationalgarde erneut abgesetzt. Er war für seine extrem USA-freundliche Politik bekannt.
Am 1. Oktober 1968 übernahm Arnulfo Arias erneut die Präsidentschaft. Zu seinen Ehren organisierte die Nationalgarde eine große Militärparade. Nach nur 10 Tagen im Amt erließ Präsident Arias am 10. Oktober 1968 entgegen der Empfehlung des Obersten Befehlshabers der Nationalgarde Bolívar Vallarino ein Dekret, mit welchem er politische Feinde in der panamaischen Nationalgarde durch ihm wohlgesonnene Militärs ersetzen wollte. Einige Militärs sollten entlassen oder versetzt werden. Omar Torrijos sollte als Militärattaché ins Ausland versetzt werden. Das Dekret bewegte viele Militärs sich zusammenzuschließen und den Staatsstreich am folgenden Tag zu planen. Am Mittag des 11. Oktober, nach der Ruhestandszeremonie für den Oberbefehlshaber Vallarino, begann der Staatsstreich und die Hauptstadt füllte sich mit Soldaten. Hunderte Anhänger der arnulfitischen Panameñista-Partei wurden festgenommen und oppositionelle Radiosender und Zeitungen besetzt. Der Präsident Arias floh daraufhin über die Kanalzone aus dem Land ins Exil nach Miami, USA.
Daraufhin etablierte sich eine Militärjunta, die von der Nationalgarde, vielen Gewerkschaften, der Studentenbewegung und großen Teilen der benachteiligten Bevölkerungsgruppen unterstützt wurde. Am 13. Oktober 1968 wurde diese international anerkannt. Infolge des Staatsstreiches soll es auch zu Folter und Morden gekommen sein. Viele Oppositionelle und Oligarchen gingen daraufhin ins Exil.
Der Anführer des Staatsstreiches gegen die oligarische Arias-Dynastie war der Kommandant der Nationalgarde, der Oberst Boris Martínez. Unterstützt wurde Martínez durch seinen engen Vertrauten Oberstleutnant José Humberto Ramos, den Major Humberto Jiménez, Oberst Federico Boyd, Oberst José María Pinilla und Oberst Bolívar Urrutia. Omar Torrijos, zu der Zeit Oberstleutnant (teniente coronel) und Kommandant einer Spezialeinheit der Nationalgarde, war nicht direkt am Putsch beteiligt, was ihm im Nachhinein oftmals nachgesagt wird. Er befand sich zur Zeit des Putsches zwischen der Kanalzone und der Altstadt. Nach einem internen Machtkampf setzte sich Omar Torrijos, inzwischen Oberst (coronel), am 24. Februar 1969 als Anführer der Militärjunta durch. Seine Kontrahenten Boris Martínez und José Humberto Ramos in der Militärjunta wurden in die USA ins Exil verbannt. Andere Persönlichkeiten der Militärjunta wurden politisch irrelevant und Torrijos der wichtigste Mann im politischen Leben Panamas.
Am 11. März 1969 beförderte sich Torrijos quasi selbst in den Rang des Brigadegenerals.

#### „Líder Máximo de la Revolución Panameña“

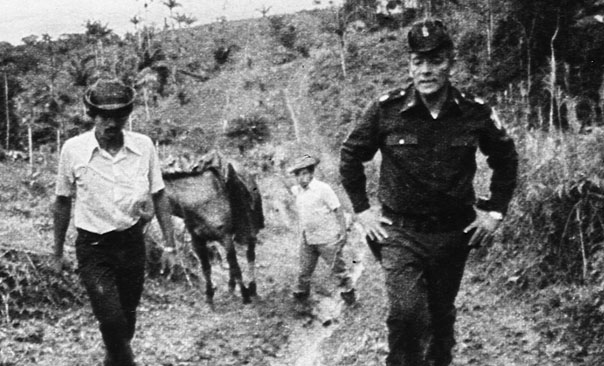
Omar Torrijos mit einem panamaischen Farmer

Während der ersten Jahre der Regierung des Militärs wurden keine Wahlen abgehalten. Erst im Jahr 1972 wurde zwar kontrolliert gewählt (aus den Wahlen ging Demitrio Lakas als Präsident hervor) doch die neue Verfassung sorgte dafür, dass Torrijos für die nächsten sechs Jahre der wahre starke Mann Panamas mit nahezu uneingeschränkter politischer Macht blieb. Erst 1978 trat er formell als Chef der Regierung zurück und ernannte mit Aristides Royo einen seiner Anhänger zum Präsidenten. Trotz dessen hatte Torrijos bis zu seinem Tod einen großen und maßgeblichen Einfluss auf die panamaische Politik.
Omar Torrijos wurde von seinen Anhängern als erster authentischer Führer Panamas wahrgenommen, der die Mehrheit des Volkes repräsentierte, die arm war, Spanisch sprach und ethnisch gemischte Wurzeln hatte.
Torrijos ging aber auch hart gegen Oppositionelle vor, von denen etliche inhaftiert und verbannt wurden. Politische Parteien wurden in der Anfangszeit seines Regimes verboten. Es kam zudem zu mehreren Vermisstenfällen und möglichen Todesfällen, die bis heute nicht aufgeklärt sind. Hier zu nennen sind zum Beispiel die Fälle des kolumbianischen Priesters Héctor Gallego und der Studentin Rita Wald.

#### Politische Ausrichtung und Programm
Torrijos' Politik lässt sich keiner Ideologie, obwohl er Freunde im eher linken politischen Spektrum bei Fidel Castro, Salvador Allende und Daniel Ortega fand, eindeutig zuordnen. Seine Politik war nationalistisch, liberal und sozialistisch geprägt, wobei er zu Anfang seines Regimes zudem von der kommunistischen Partei Panamas unterstützt wurde.
Oberstes Ziel der Politik von Torrijos war die Rückgewinnung des Panamakanals. Er zog sogar, wenn die Diplomatie zu nichts führen würde, laut Graham Greene, einen Guerillakrieg in Betracht. Außerdem sorgte er mit seiner Bildungspolitik für die Alphabetisierung eines Großteils der Bevölkerung, den Bau vieler Schulen und Schaffung von Stellen für Lehrer. Zudem führte er eine Agrarreform durch, die Agrarland zu großen Teilen umverteilte. Ein weiterer Teil seiner Politik war der Ausbau der Infrastruktur um entlegene Gegenden an das Straßennetz und die öffentliche Verwaltung anzuschließen. In den 1970er Jahren konnten große Teile des Landes und viele Dörfer nur mit einem Hubschrauber oder Boot erreicht werden. Mit dem Bau eines großen Wasserkraftwerkes (Bayano) wurde die Stromversorgung der Hauptstadt gewährleistet.
Panama wurde unter Torrijos zu einem Offshore-Finanzplatz und zu einer sogenannten Steueroase. 1970 ließ er das Regelwerk für ausländische Investitionen liberalisieren. Die Gründung von Banken wurde erleichtert, die Bankenaufsicht durch die Zentralbank abgeschafft und die Einrichtung von Nummernkonten ermöglicht. Panama wurde dadurch ein internationales Bankenzentrum.
Gegen Torrijos wird zwar international der Vorwurf erhoben, korrupt gewesen zu sein, doch war er ein charismatischer Führer, dessen innenpolitische Programme und Außenpolitik bei den von der Oligarchie weitestgehend ignorierten Bevölkerungsteilen sehr populär waren, sowohl auf dem Land, als auch in der Stadt. Er war ein Verfechter der Menschenrechte und hatte sein Land für Flüchtlinge des gesamten politischen Spektrums geöffnet.

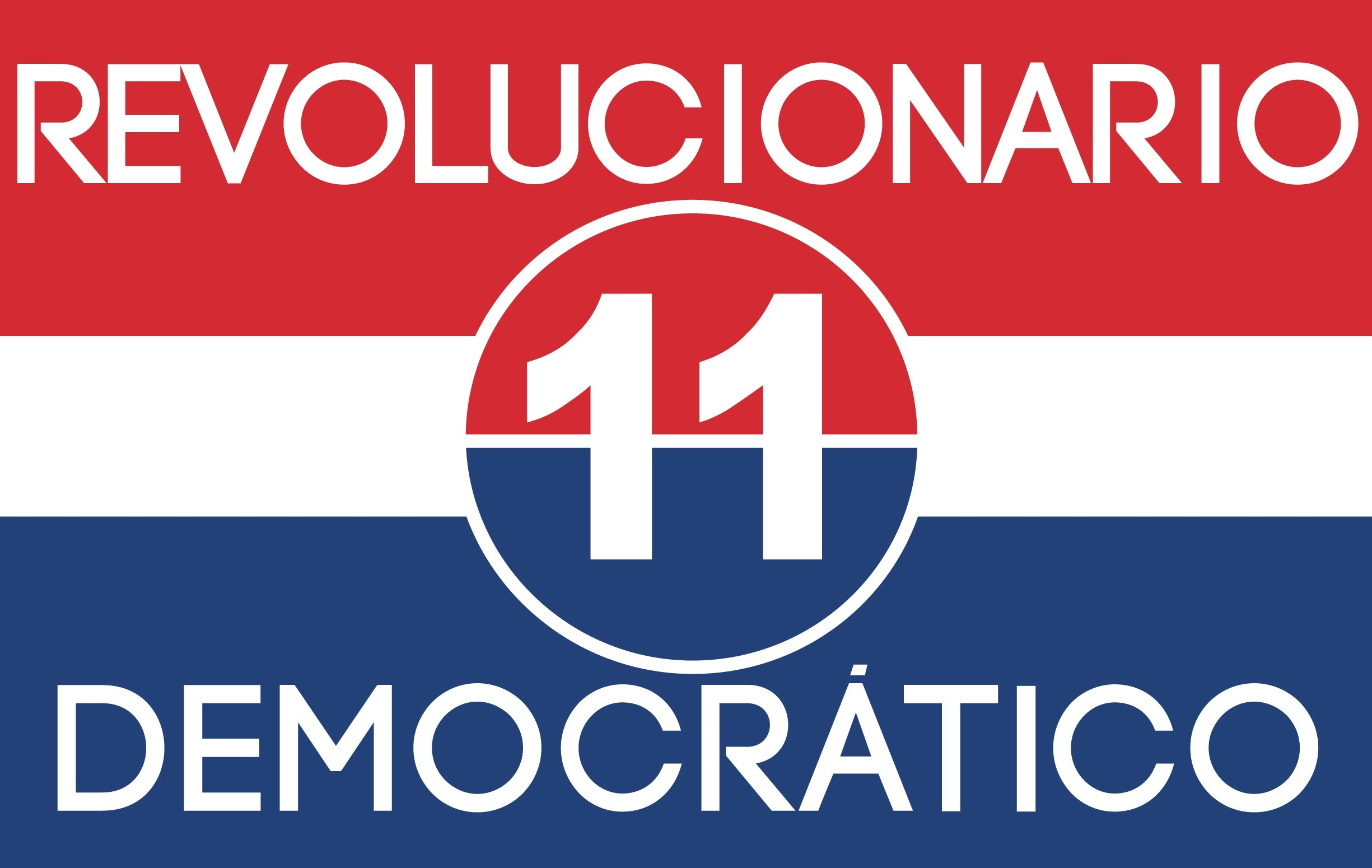
Partido Revolucionario Democratico

Die von Omar Torrijos mitgegründete heutige Regierungspartei PRD benennt ihre Ideologie als Torrijismus. Sie ist liberal-sozialdemokratisch und Teil der Sozialistischen Internationale. Einen Fokus legt sie auf Gleichheit in der Agrarpolitik, der Bildung und sozialen Gemeinschaft, sowie auf eine individualisierte liberale Wirtschaft und Föderalismus, der auch schon von Omar Torrijos aufgrund der damaligen schlechten Infrastruktur des Landes gefördert wurde.

##### Rückgewinnung des Panamakanals
Torrijos erklärte die Rückgewinnung des Panama-Kanals zum Hauptziel seiner Regierung, welches er mit dem Satz formulierte: „Ich will nicht in die Geschichtsbücher, sondern in die Kanalzone.“ Die Kanalzone ist ein Streifen von je fünf Meilen beidseits des Kanals, den die USA (mit Ausnahme der Städte Panama und Colón) jahrzehntelang quasi als Protektorat kontrollierte.

1973 lud General Torrijos die Mitglieder des UN-Sicherheitsrates nach Panama ein. Bei diesem Treffen wurde eine Resolution verabschiedet, die Panama unterstützte, einen Vertrag mit den USA über die Rückgabe des Panamakanals zu schließen. Am 7. Februar 1974 unterzeichneten die Außenminister der USA und Panama die Tack-Kissinger-Erklärung, die eine neue Verhandlungsbasis für das Aushandeln eines neuen Vertrages schuf. Auf diese Erfolge erfolgte Ernüchterung, denn die Gespräche zogen sich und die panamaische Regierung bekam den Eindruck die USA würden sie hinhalten. Gegenüber seinem Freund Graham Greene äußerte sich Torrijos wohl deprimiert und sprach über andere, auch militärische, Möglichkeiten zur Rückgewinnung der Souveränität über den Kanal.

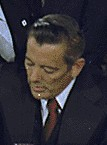
Omar Torrijos beim Unterschreiben des Vertrages über den Panama-Kanal 1977

Am 7. September 1977 schlossen Torrijos und der damalige US-Präsident Jimmy Carter im Sitz der Organisation Amerikanischer Staaten (OAS) in Washington D.C. die Torrijos-Carter-Verträge, die Panama nach dem 31. Dezember 1999 die volle Souveränität über die Kanalzone garantierten. Ein Zusatzvertrag (der Neutralitätsvertrag) enthielt aber auch Klauseln, die Panama zu demokratischen Verhältnissen und zur Nichtbehinderung des internationalen Handels verpflichtet. Die Ratifizierungszeremonie in Fort Clayton sorgte für einen kleinen Skandal, weil Torrijos erkennbar betrunken war. An der Veranstaltung nahmen Vertreter von 27 Nationen des amerikanischen Kontinents teil, darunter waren 18 Staatsoberhäupter. Die einzigen jedoch, die den Vertrag hauptsächlich unterstützten, waren Carlos Andrés Pérez aus Venezuela, Alfonso López Michelsen aus Kolumbien, Fidel Castro aus Kuba, Daniel Oduber aus Costa Rica und José López Portillo aus Mexiko. Am 23. Oktober 1977 wurde der Vertrag durch eine Volksabstimmung des panamaischen Volkes mit 67 % Zustimmung ratifiziert.

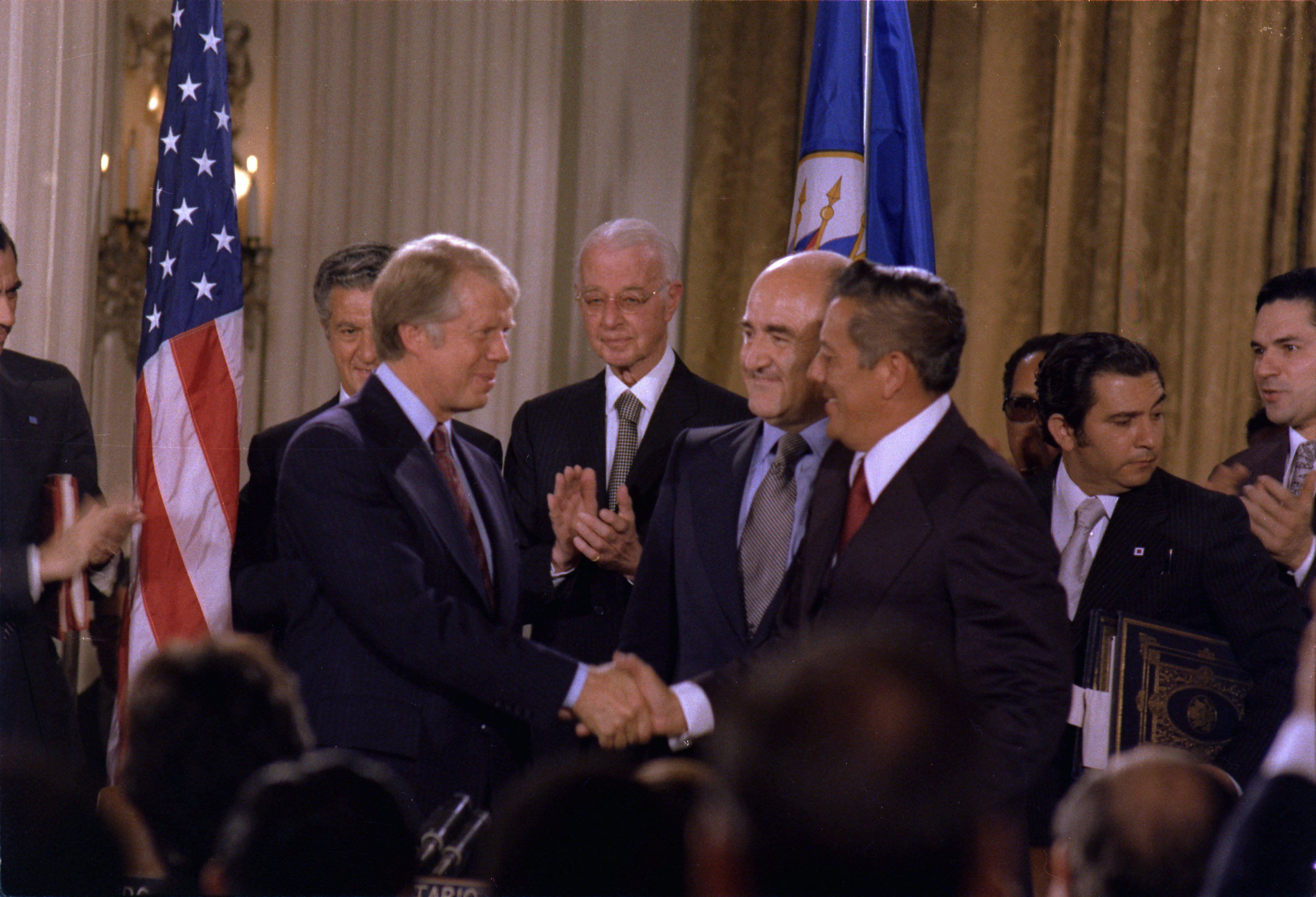
Jimmy Carter und Omar Torrijos bei der Unterzeichnung der Torrijos-Carter-Verträge

Als Dank für seine politische Unterstützung in den Verhandlungen zu den Torrijos-Carter-Verträgen schenkte Omar Torrijos seinem Freund John Wayne die Insel Taborcillo.

##### Internationale Beziehungen
Torrijos plante einen neuen Kanal, dessen Bau die Japaner finanzieren wollten, die bereits zu den größten Nutznießern des Kanals gehörten. Hierzu führte er Verhandlungen mit einem japanischen Konsortium, das von dem Geschäftsmann und damaligen Präsidenten der japanischen Industrie- und Handelskammer, Shigeo Nagano, angeführt wurde.
Torrijos pflegte gute Beziehungen zu Chile unter Salvador Allende. Allende und Torrijos waren befreundet und nach Allendes Tod verurteilte Torrijos den Putsch von Pinochet und öffnete Panama für chilenische Flüchtlinge. Neben seiner Freundschaft zum demokratisch gewählten Sozialisten Allende ist vor allem Torrijos Freundschaft mit dem Revolutionär und kommunistischen Präsidenten Kubas Fidel Castro bekannt. Auch zu den Sandinistas in Nicaragua wurden vor deren Machtübernahme und danach gute Beziehungen gepflegt. Torrijos wird oft nachgesagt verschiedene Guerilla-Bewegungen in unterschiedlichster Weise unterstützt zu haben.

## Familie und Leben

### Familie
Omar Torrijos war der sechste Sohn von den 12 Kindern der Grundschullehrer José María Torrijos (Kolumbianer) und Joaquina Herrera (Panamaerin).
Mitte der 1960er Jahre war Omar Torrijos verheiratet mit Raquel Pauzner. Sie hatten drei Kinder zusammen: Raquel de María Torrijos Pauzner, Omar José Torrijos Pauzner und Dumas Torrijos Pauzner.
Neben seinen drei ehelichen Kindern hatte er noch drei weitere uneheliche: Tuira Torrijos, Martín Erasto Torrijos Espino (35. Präsident der Republik Panama) und Carmen Alicia Torrijos.

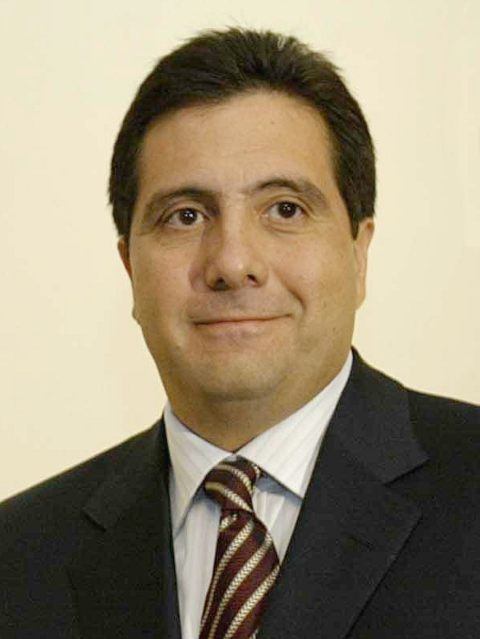
Martín Torrijos

Omar Torrijos hat zudem Enkel, die Kinder seines Sohnes Martín mit seiner Ehefrau Vivian Fernández: Daniella María Torrijos Fernández, Martín Omar Torrijos Fernández und Nicolás Antonio Torrijos Fernández.

### Leben
Torrijos hatte während seiner Zeit als Machthaber drei Residenzen: ein Strandhaus in Farallón, ein Haus in Coclesito und ein Haus in der Hauptstadt in der 50. Straße.
Laut Graham Greene hatte Torrijos zahlreiche Affären mit verschiedenen Frauen, unter anderem mit einer Studentin, die Soziologie in den USA studierte.
Torrijos soll zudem starker Trinker und Raucher von Havana-Zigarren gewesen sein, die Fidel Castro ihm regelmäßig schenkte.
Einer seiner engsten Vertrauten und Freunde war der Mathematiker, Dichter und Soldat José de Jesús Martínez.
Weitere Freunde aus dem Bereich der Kultur waren der Schauspieler John Wayne, der Schriftsteller Graham Greene, der Literaturnobelpreisträger Gabriel Garcia Marquez und der Fotograf Tom Zimberoff.

## Tod durch Flugunfall

### Flugunfall

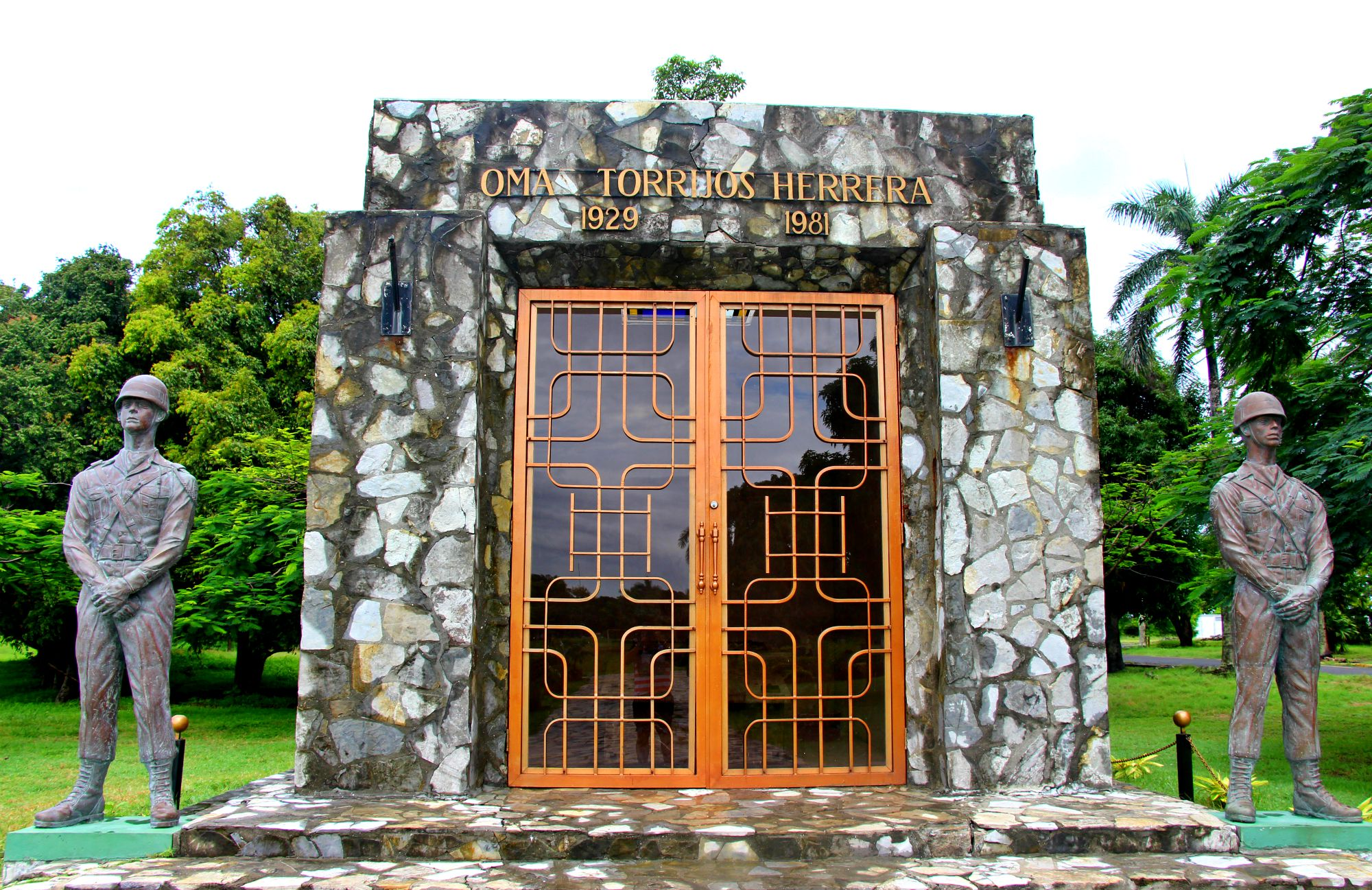
Mausoleo al General Omar Torrijos Herrera y área circundante 2

Vier Jahre nach Abschluss des Vertrags kam Torrijos unter ungeklärten Umständen am 31. Juli 1981 bei einem Flugzeugunfall ums Leben.

Infolgedessen wurde die Staatstrauer angeordnet und am 4. August fand sein Staatsbegräbnis in der Catedral Basílica Santa María la Antigua de Panamá statt. Zu dieser kamen Repräsentanten aus mehr als 20 Staaten und tausende Panamaer. Der Trauerzug war mehrere Kilometer lang, der Sarg wurde auf einem Feuerwehrauto durch die Stadt gefahren.

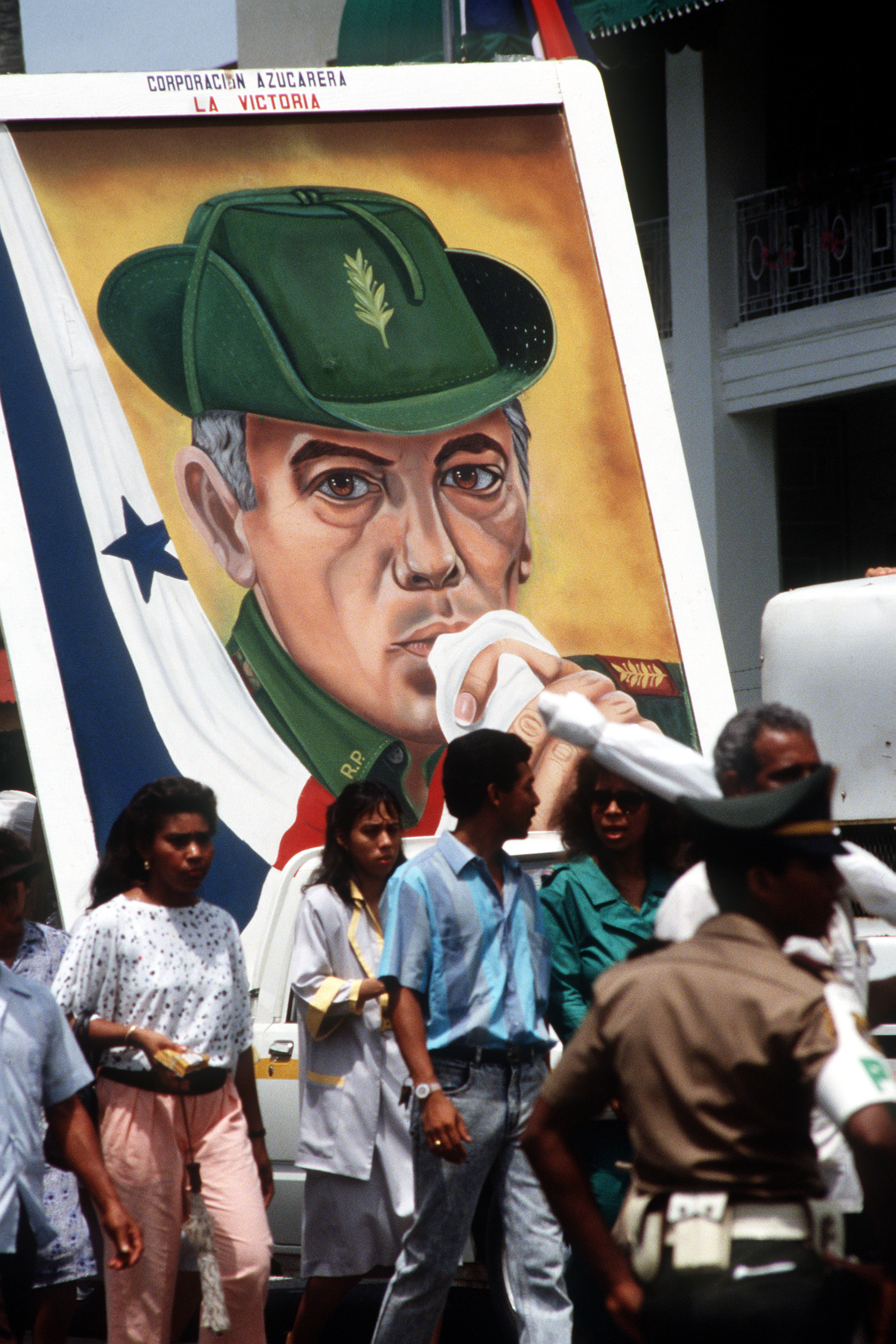
Panamaische Bürger mit Porträt von Omar Torrijos

Sein Nachfolger als Oberbefehlshaber der Nationalgarde wurde Florencio Flores Aguilar.

### Internationale Reaktionen
Nach dem Tod von Omar Torrijos sandte Fidel Castro im Namen des kubanischen Volkes eine Beileidsbekundung an den panamaischen Präsidenten Arístides Royo. In Kuba wurde eine dreitägige Staatstrauer angeordnet. In Gedenken an Torrijos verordnete die sandinistische Regierung Nicaraguas eine Staatstrauer von fünf Tagen. Jimmy Carter widmete Torrijos in seinen Memoiren viel Raum.

### Ungeklärte Umstände
John Perkins zufolge handelte es sich bei dem Flugunfall um einen politischen Mord durch den US-amerikanischen Geheimdienst CIA. Roberto Diaz Herrera, ein ehemaliger Oberst unter Diktator Noriega und Cousin Torrijos, behauptet in seinem 2009 erschienenen Buch "Estrellas Clandestinas", dass Omar Torrijos von Manuel Noriega im Auftrag der CIA ermordet worden sei. Manuel Noriega nutzte die chaotische Zeit in der panamaischen Politik um zu putschen und die Macht zu übernehmen. Seine Diktatur endete 1989 mit einer Invasion der USA in Panama.

## Ehrungen
Noch während seines Lebens erhielt Omar Torrijos verschiedene ausländische Ehrungen wie den José-Martí-Orden aus Kuba, den Belize-Orden aus Belize (posthum), das Großkreuz des Ordens El Sol del Perú aus Peru und die Kollane des Zivilverdienstordens aus Spanien.
Der Tocumen International Airport in der Hauptstadt Panama wurde zwischen 1981 und 1989 nach ihm benannt: Panama-City-Omar Torrijos International Airport.

Ribbon des Ordens

Seit 1982 verleiht Panama den Omar-Torrijos-Orden für besondere Persönlichkeiten. Bekannte Ordensmitglieder sind Fidel Castro und Rod Carew.
Ein Stadtviertel in der Hauptstadt, genauer im Distrikt San Miguelito, ist nach ihm benannt.

## Trivia
- Graham Greene hat ihm mit dem autobiografischen Werk Getting to Know the General. The Story of an Involvement (1984, dt.: Mein Freund, der General. Geschichte eines Engagements. Dt. von Werner Richter, Rowohlt, Reinbek 1986, ISBN 3-499-15807-8) ein literarisches Denkmal gesetzt.

- Sein Sohn Martín Torrijos war später, als ein Mitglied der von seinem Vater mitgegründeten Partei der Demokratischen Revolutionären Partei (PRD) Präsident Panamas (vom 2. Mai 2004 bis zum 30. Juni 2009).[32]